# Тереса Тен
Тереса Тен (на японски: テレサ・テン, система на Хепбърн: Teresa Ten, на английски: Teresa Teng), сценичен псевдоним на Дън Лидзюн (на традиционен китайски: 鄧麗筠, на опростен китайски: 邓丽君, на пинин: Dèng Lìjūn) (Тиенян, 29 януари 1953 – Чианг Май, 8 май 1995) е тайванска певица. Освен в родната си страна и континентален Китай Тереса е известна също в Япония, Тайланд, Сингапур, Малайзия и Северна Корея, откъдето идва и прозвището ѝ и приживе, и посмъртно „певицата на Азия“.
Сред най-известните ѝ песни са Yuèliàng dàibiǎo wǒ de xīn (月亮代表我的心) („Луната олицетворява сърцето ми“), Tián mìmì (甜蜜蜜) („Сладко като мед“), Zàijiàn wǒ de àirén (再見我的愛人) („Сбогом, любов моя“), Tsugunai (つぐない) („Изкупление“), Aijin (愛人) („Любовник“), Toki no Nagare ni Mi wo Makase (時の流れに身をまかせ) („Остави тялото си в потока на времето“), Wakare no Yokan (別れの予感) („Предчувствие за раздяла“) и др.

## Житейски и творчески път

### Ранно детство
Дън Лидзюн е родена рано сутринта на 29 януари 1953 г. в село Тиенян, област Баоджун, окръг Юнлин, Република Китай (Тайван) в семейството на родители от континентален Китай, пресесили се на острова вследствие на Китайската гражданска война. Баща ѝ, Дън Шу, е родом от село Дънтай, провинция Хъбей и участва във войната, а майка ѝ, Джао Сугуей, е родом от област Дунпин, провинция Шъндун. Лидзюн е четвъртото поред дете в семейството – има трима по-големи братя и един по-малък брат.
Когато Лидзюн е на около 2-3 години, семейството ѝ се премества да живее в град Пиндун, окръг Тайдун. През 1959 г. баща ѝ е демобилиризан и цялото семейство се премества да живее в квартал Луджоу, окръг Тайпе (понастоящем град Ню Тайпе), където Лидзюн започва да учи в основното училище „Луджоу“. Участва във фолклорни фестивали, речи и състезания по изразително четене и постепенно развива силен интерес към пеенето.
През 1964 г., на 11-годишна възраст, Лидзюн участва в състезание по хуанмейско оперно пеене, организирано от местното радио, и печели първо място с песента „Fǎng Yīngtái“. През следващата година печели състезание по пеене с песента „Cǎi hóng líng“, организирано от компания за грамофонни плочи, на филмовия фестивал „Златен кон“.
През 1967 г. решава да прекъсне образованието си, за да се развива като певица. За по-малко от година Лидзюн става певица, която е канена да пее по караокета, нощни клубове и ресторанти. Същата година сключва договор със звукозаписната компания „Yeu Jow Record“ и издава първата си грамофонна плоча, носеща заглавието „Dèng Lìjūn zhī gē dì yī jí – Fèngyáng huāgǔ“. През 1969 г. е открита Тайванската телевизия и започва да се излъчва вариететното предаване „Měi rì yī xīng“, в което участва Лидзюн заедно и с други изпълнители. Участва и в първия тайвански сериен филм „Jīng jīng“, чиято едноименна заглавна песен изпява тя. Същата година участва в първия си филм, „Xièxiè zǒng jīnglǐ“ („Благодаря Ви, господин управител“), в който играе ролята на талантлива студентка и изпява десет песни.
През 1971 г. Лидзюн участва във филма „Gēmí xiǎojiě“, чийто сюжет е силно сходен с този на собствения ѝ живот дотогава, и с припечелените пари си купува вила в Тайван. През същата година Лидзюн се влюбва в Лин Джънфа – сина на тогавашния собственик на малайзийската лотария, Лин Шуейчен – който обаче почива от сърдечен удар през 1978 г.
През 1973 г. е приета в Американското училище в Тайпе, където учи английски език и най-сетне сбъдва мечтата си да учи в университет.
|  | Тази страница частично или изцяло представлява превод на страницата テレサ・テン и страницата 鄧麗君 в Уикипедия на японски и китайски език. Оригиналните текстове, както и този превод, са защитени от Лиценза „Криейтив Комънс – Признание – Споделяне на споделеното“, а за творби, създадени преди юни 2009 година – от Лиценза за свободна документация на ГНУ. Прегледайте историята на редакциите на оригиналните страници тук и тук, за да видите списъка на техните съавтори. ВАЖНО: Този шаблон се отнася единствено до авторските права върху съдържанието на статията. Добавянето му не отменя изискването да се посочват конкретни източници на твърденията, които да бъдат благонадеждни. |